# Жерихин, Владимир Васильевич
Влади́мир Васи́льевич Жери́хин (22 июля 1945 — 21 декабря 2001) — российский эволюционист, колеоптеролог, один из крупнейших в мире специалистов по ископаемым жукам, доктор биологических наук (1997).
Как палеонтолог занимался проблемой смены фаунистических комплексов на рубеже мезозоя и кайнозоя, ископаемыми смолами. Будучи специалистом по ископаемым жёсткокрылым, работал также по современным долгоносикообразным жукам. Жерихин внес большой вклад в методологию палеонтологии, разрабатывая теорию эволюционной биоценологии и основы тафономии. Автор более 100 научных публикаций, в том числе 15 монографий, и сотни описаний новых таксонов. Был членом редколлегии журнала «Успехи современной биологии» и обладателем дипломов МОИП (1981 и 1985 годов) за особенно важные научные работы.
В. В. Жерихин преподавал в МГУ им. М. В. Ломоносова (лекции по эволюционной биоценологии на кафедре теории эволюции и дарвинизма Биологического факультета, кафедре палеонтологии Геологического факультета МГУ, а также на кафедре системной экологии Пущинского университета) и в средней школе (лекции по экологии в Московской гимназии на Юго-Западе № 1543).

## Биография
Родился в Москве, 22 июля 1945 года. Его отец, Василий Жерихин, родился в 1895 году в Великом Устюге. Принимал участие в Первой мировой войне, где получил ранение в голову, в результате которого остался на всю жизнь с парализованной правой стороной тела. Но всё-таки ему удалось восстановить речь и способность ходить. В течение многих лет он преподавал математику. Его мать, Александра, родилась в 1897 году в деревне Каменка в Подмосковье, в основном была домохозяйкой.
Энтомологией В. В. Жерихин заинтересовался в пятом классе, начав заниматься в Зоомузее МГУ. В 1959 году поступил в КЮБЗ — Клуб юных биологов зоопарка, где учился и работал вместе с будущими известными энтомологами С. П. и А. П. Расницыными, Г. М. Длусским, А. Г. Креславским. В 1962 году поступил на Биологический факультет МГУ, где обучался на кафедре энтомологии. В 1967 году, окончив университет, пришёл работать в лабораторию членистоногих Палеонтологического института РАН, где и проработал до конца жизни.
В честь В. В. Жерихина названы новые виды организмов, например, Dolichoderus zherichini, Arnoldibelus zherichini, Dlusskyidris zherichini (Palaeomyrmex zherichini), Brevista zherichini, Cretodryinus zherichini, Ichneumon zherichini, Crepuraea zherichini, Cretoneta zherichini, Poecilolycia zherichini, Antefungivora zherichini, Eopericoma zherichini, Juraconiopteryx zherichini, Polydrusus zherikhini и другие.

## Известные ученики
- Грачёв, Вадим Геннадьевич